# Стадион Гран парк сентрал
Стадион Гран Парк Сентрал (шп. Estadio Gran Parque Central) је фудбалски стадион у Монтевидеу, главном граду Уругваја. Стадион је у власништву ФК Насионал, који на њему игра већину својих утакмица, а утакмице где интересовање превазилази капацитет овог стадиона игра на стадиону Сентенарио.
Стадион је отворен 25. маја 1900. и спада у најстарије стадионе у Америци. Простире се на 43.000 m² и има капацитет за 34.000 гледалаца. Састоји се од четири трибине: Хосе Марија Делгадо (север), Атилио Гарсија (југ), Абдон Порте (запад) и трибине Хектор Скароне (исток). Три трибине носе име по славним играчима Насионала, док трибина Хосе Марија Делгадо носи име бившег председника клуба.
Био је један од три стадиона домаћина на Светском првенству у фудбалу 1930., а овде је одиграна једна од две утакмице које су отвориле Светско првенство, то је била утакмица одиграна 13. јула између Сједињених Држава и Белгије (3:0), док је друга играна у исто време на стадиону Поситос. Поред Светског првенства стадион је био домаћин и Јужноамеричког првенства 1923. и 1924. године.

## Утакмице Светског првенства 1930.
На Светском првенству у фудбалу 1930. стадион је био домаћин укупно шест утакмица.
| Датум         | Време | 1. Тим           | Рез.  | 2. Тим    | Коло    | Гледалаца |
| ------------- | ----- | ---------------- | ----- | --------- | ------- | --------- |
| 13. јул 1930. | 15:00 | Сједињене Државе | 3 – 0 | Белгија   | Група 4 | 10.000    |
| 14. јул 1930. | 12:45 | Југославија      | 2 – 1 | Бразил    | Група 2 | 5.000     |
| 15. јул 1930. | 16:00 | Аргентина        | 1 – 0 | Француска | Група 1 | 18.000    |
| 16. јул 1930. | 14:45 | Чиле             | 3 – 0 | Мексико   | Група 1 | 7.000     |
| 17. јул 1930. | 12:45 | Југославија      | 4 – 0 | Боливија  | Група 2 | 800       |
| 17. јул 1930. | 14:45 | Сједињене Државе | 3 – 0 | Парагвај  | Група 4 | 800       |